# Houet
Houet is een van de 45 provincies van Burkina Faso. De hoofdstad is Bobo-Dioulasso.

## Bevolking
In 1996 leefden er 674.916 mensen in de provincie. In 2019 waren dat er naar schatting 1.509.000.

## Geografie
Houet heeft een oppervlakte van 11.568 km² en ligt in de regio Hauts-Bassins. De provincie grenst aan Mali.
De provincie is onderverdeeld in volgende departementen:  Bobo-Dioulasso, Fô, Faramana, Koundougou, Dandé, Padéma, Satiri, Bama, Léna, Karankasso-Sambla, Péni, Toussiana en Karankasso-Vigué.

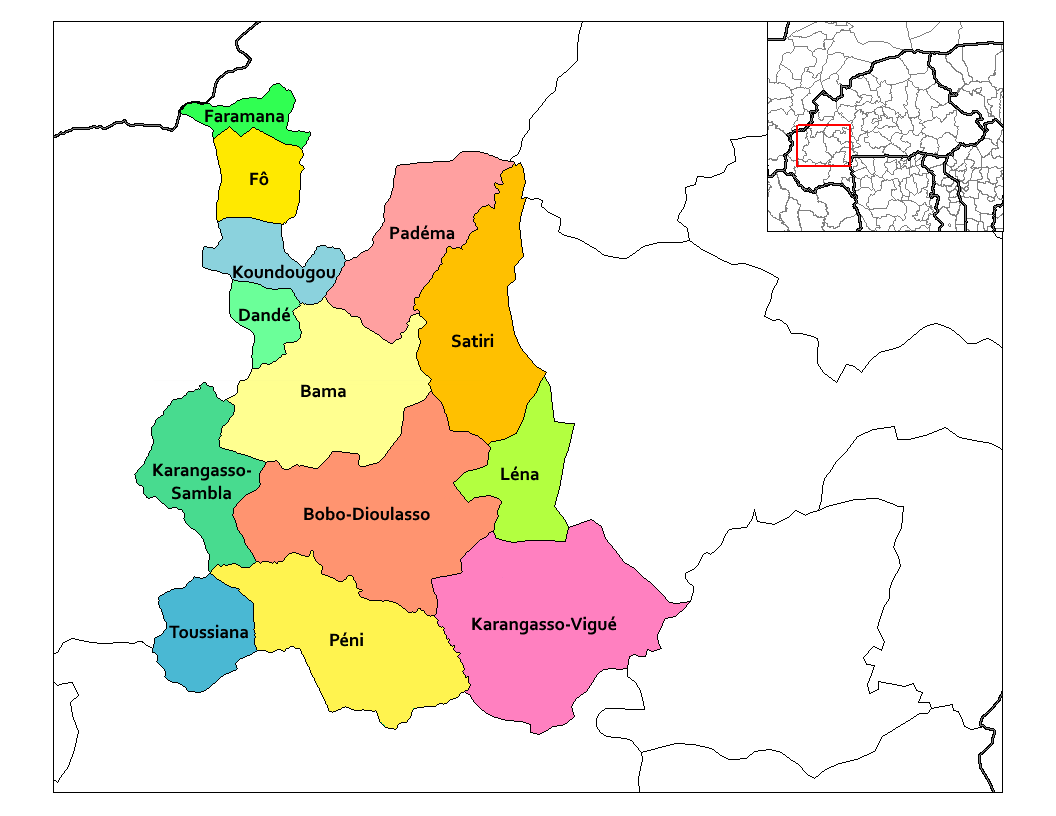
Departementen van Houet

Balé · Bam · Banwa · Bazéga · Bougouriba · Boulgou · Boulkiemdé · Comoé · Ganzourgou · Gnagna · Gourma · Houet · Ioba · Kadiogo · Kénédougou · Komondjari · Kompienga · Kossi · Koulpélogo · Kouritenga · Kourwéogo · Léraba · Loroum · Mouhoun · Nahouri · Namentenga · Nayala · Noumbiel · Oubritenga · Oudalan · Passoré · Poni · Sanguié · Sanmatenga · Séno · Sissili · Soum · Sourou · Tapoa · Tuy · Yagha · Yatenga · Ziro · Zondoma · Zoundwéogo